# 幽霊女子高生
『幽霊女子高生』（ゆうれいじょしこうせい）は、1994年9月13日と同年9月20日にテレビ朝日系列「火曜ドラマ」枠で放送されていたテレビドラマである。朝日放送とMMJの共同製作。原作は大島弓子の漫画『秋日子かく語りき』。全2話。

## あらすじ
天国で2週間だけ夢子の体を借りることになった時子。高校生である夢子の生活に慣れないながらも、時子にはどうしても心残りなことがあった。

## キャスト
- 小田茜 - 杉山夢子
- 松尾嘉代 - 高野時子
- 岡田秀樹 - 高野翔太
- 天本英世 - 天使
- 斉木しげる - 巡査
- 小倉久寛
- 中上雅巳
- 岡本麗

## スタッフ
- 脚本：清本由紀
- 監督：今関あきよし
- 製作：MMJ、朝日放送

## サブタイトル
| 各話  | 放送日        | サブタイトル     |
| ----- | ------------- | ---------------- |
| 第1話 | 1994年9月13日 | 身代りセーラー服 |
| 第2話 | 1994年9月20日 | 危ないセーラー服 |

## ネット局
| 放送対象地域  | 放送局           | 系列           | 備考                      |
| ------------- | ---------------- | -------------- | ------------------------- |
| 近畿広域圏    | 朝日放送         | テレビ朝日系列 | 制作局 現・朝日放送テレビ |
| 関東広域圏    | テレビ朝日       | テレビ朝日系列 |                           |
| 北海道        | 北海道テレビ     | テレビ朝日系列 |                           |
| 青森県        | 青森朝日放送     | テレビ朝日系列 |                           |
| 宮城県        | 東日本放送       | テレビ朝日系列 |                           |
| 秋田県        | 秋田朝日放送     | テレビ朝日系列 |                           |
| 山形県        | 山形テレビ       | テレビ朝日系列 |                           |
| 福島県        | 福島放送         | テレビ朝日系列 |                           |
| 新潟県        | 新潟テレビ21     | テレビ朝日系列 |                           |
| 長野県        | 長野朝日放送     | テレビ朝日系列 |                           |
| 静岡県        | 静岡朝日テレビ   | テレビ朝日系列 |                           |
| 石川県        | 北陸朝日放送     | テレビ朝日系列 |                           |
| 中京広域圏    | 名古屋テレビ     | テレビ朝日系列 |                           |
| 広島県        | 広島ホームテレビ | テレビ朝日系列 |                           |
| 山口県        | 山口朝日放送     | テレビ朝日系列 |                           |
| 香川県 岡山県 | 瀬戸内海放送     | テレビ朝日系列 |                           |
| 福岡県        | 九州朝日放送     | テレビ朝日系列 |                           |
| 長崎県        | 長崎文化放送     | テレビ朝日系列 |                           |
| 熊本県        | 熊本朝日放送     | テレビ朝日系列 |                           |
| 大分県        | 大分朝日放送     | テレビ朝日系列 |                           |
| 鹿児島県      | 鹿児島放送       | テレビ朝日系列 |                           |